# Идеологическое клише
Идеологи́ческое клише́ (полити́ческое клише, пропаганди́стское клише) — приём риторики, шаблонное выражение, употребляемое в публицистике, СМИ, публичных выступлениях с целью дать лаконичную, образную, запоминающуюся характеристику политическим событиям и их участникам.
Поскольку пропаганда своей общественной позиции является неотъемлемой функцией любого политика, а последние так или иначе выражают ту или иную идеологию, понятие политического (идеологического, пропагандистского) клише присуще любой социально-политической системе. Некоторые исследователи относят идеологическое клише к современным мифам.

## Коннотации политических клише
Преследуя цель формирования эмоциональных или оценочных оттенков высказывания, коннотация (дополнительные семантические или стилистические функции, устойчиво связанные с основным значением в сознании носителей языка) политических клише обязана отображать культурные традиции общества, и поэтому основывается на фрагментах текстов, легко узнаваемых большинством слушателей. Огромный пласт идеологических клише сформирован на основе цитат из священных книг, ставших крылатыми выражениями. Аналогичную роль играют заимствования из фольклора и отдельных литературных и даже научных произведений. Некоторые политические клише являются политическими метафорами.
Так, по мнению доктора педагогических наук, профессора А. С. Белкина, для советских школьников вопрос «Для чего ты живёшь?» не должен был возникать, поскольку «на него дали ответ и классики марксизма-ленинизма, и классики литературы». Программы современной российской школы отличаются от советских лишь заменой источников «чеканных фраз» в соответствии с новыми идеологемами рыночного общества. Например, такие фразы из приводимых Белкиным примеров, как «Человек рождён для счастья, как птица для полёта» или «Жизнь надо прожить так, чтобы не было мучительно больно за бесцельно прожитые годы», продолжают оставаться мемами и в современном мире. Вывод Белкина, что «большинство семей не страдало и не особенно страдает даже в самые застойные годы от избытка идеологических клише в воспитании детей», остаётся верным и в наши дни, несмотря на смену одних клише другими.
Некоторые клише со временем меняют свою целевую ориентацию на противоположную. Так, клише «Империя зла», изначально введённое в оборот Рональдом Рейганом в 1980-е годы с антисоветским политическим подтекстом, в XXI веке используется в антиамериканской риторике антиглобалистских движений.

## Примеры
«Империя зла», «империя лжи», «мировая закулиса», «реакционные круги», «политическая проститутка», «слуги капитала», «жёлтая пресса», «свободный мир», «равные возможности», «железный занавес»,   «последняя диктатура Европы», «вертикаль власти», «цивилизованная страна», «Вашингтонский обком»